# Lucio Luiz
Lucio Luiz (Río de Janeiro, 14 de julio de 1978) es un periodista, escritor, editor, investigador, podcaster y guionista de historietas brasileño. Graduado en Periodismo y doctor en Educación, es cocreador de la serie de historieta Meninos e Dragões, fundador de la editorial independiente Marsupial y miembro del podcast Papo de Gordo.

## Vida personal
Lucio Luiz nació en la ciudad de Río de Janeiro el 14 de julio de 1978, pero desde niño vivió en Nova Iguaçu, una ciudad de la región metropolitana de Río.< ref name="Jornalistas" />
Se graduó en Periodismo en 1998 en la Universidad Gama Filho. Entre 2007 y 2009, realizó una maestría en Educación en la Universidad Estácio de Sá, desarrollando una tesis sobre el impacto de la creación de fanfictions por parte de profesores y estudiantes en relación con la producción escrita escolar y el alfabetismo digital.
En 2013 fundó Marsupial Editora, una editorial independiente centrada en la publicación de libros en las áreas de Educación, Comunicación y Tecnología. Al año siguiente, creó el sello Jupati Books, dedicado a la publicación de cómics, siendo responsable de la edición de diversas antologías y novelas gráficas.
En 2018, Lucio concluyó su doctorado en Educación en la Universidad Estácio de Sá, defendiendo una tesis sobre la percepción de los profesores de educación primaria y secundaria sobre el uso de historietas en el aula. En 2021, esta tesis se publicó como el libro Professores Protagonistas: os quadrinhos em sala de aula na visão dos docentes (Professores Protagonistas: las historietas en el aula desde la perspectiva de los docentes).
En 2024 asumió el cargo de coordinador editorial de la recién creada editorial de la Asociación de Investigadores en Arte Secuencial (Associação de Pesquisadores em Arte Sequencial, ASPAS), institución de la cual ya era miembro de su junta directiva.

## Carrera

### Primeros escritos
Lucio fue responsable del fansite Lobo Brasil, que mantuvo entre 1997 y 2008 sobre el personaje de cómics Lobo, de DC Comics, donde publicaba regularmente artículos, reseñas y noticias, además de haber entrevistado a historietistas que trabajaron con el personaje, como Alan Grant y Todd Nauck.
En 2002, Lucio publicó de forma independiente el libro de poesía Amor, Escatologia e Etcetera (Amor, Escatología y Etcétera).
También desde 2002, comenzó a escribir fanfictions (principalmente sobre los personajes de cómics Lobo y Fuego) en el sitio Hyperfan, entonces uno de los principales sitios brasileños dedicados a las fanfics. En 2006, ya como editor jefe del sitio, organizó el libro Hyperfan: cinco anos de fanfic (Hyperfan: cinco años de fanfic) en homenaje al aniversario del sitio, que trajo cuentos inéditos creados por sus miembros, además de ilustraciones del diseñador JJ Marreiro.
Los cuentos estaban ambientados en un universo ficticio nuevo, creado por los autores, en el que personas comunes ganan superpoderes debido a un misterioso fenómeno. Este libro es considerado el primer libro de ficción brasileño dedicado al género de los superhéroes. Además de ser responsable por la edición y organización del libro, Lucio escribió el cuento "Súper Tía", sobre una profesora de Educación preescolar que pasaba a controlar mentalmente a sus alumnos con resultados tragicómicos.
Después de su libro de poesía en 2002, Lucio volvió a publicar obras literarias (sin contar la participación en antologías y cómics) en 2015, con los libros infantiles A Mamãe Tamanduá (con ilustraciones de PriWi) y Palavras, Palabras (con ilustraciones de Bianca Pinheiro).

### Investigación
Al comenzar su maestría en 2007, Lucio comenzó a publicar regularmente investigaciones académicas en diversos congresos en las áreas de Comunicación y Educación, siendo también uno de los primeros investigadores brasileños en estudiar y escribir artículos académicos sobre cultura participativa.
En ese momento, incluso, aún no existía una traducción consagrada en Brasil para el término participatory culture, con Lucio sugiriendo el uso de "cultura participatória" por estar más cerca de la intención original de Henry Jenkins, creador del término. Sin embargo, a medida que se realizaron más investigaciones, la traducción "cultura participativa" se volvió la más utilizada en portugués.
En 2013, Lucio fue organizador del libro Os Quadrinhos na Era Digital: HQtrônicas, webcomics e cultura participativa (Las historietas en la era digital: "comictrónicas", webcómics y cultura participativa), que contó con textos, entre otros, de los investigadores Octavio Aragão, Edgar Franco, Roberto Elísio dos Santos, Henrique Magalhães y Paulo Ramos, además del propio Lucio. Este libro fue finalista del Troféu HQ Mix al mejor libro teórico en 2014.
Al año siguiente, fue organizador de Reflexões Sobre o Podcast (Reflexiones Sobre el Podcast), primer libro sobre el tema en lengua portuguesa y que contó con la participación de podcasters como Luciano Pires y Pedro Duarte, entre otros. En 2023, el libro obtuvo una versión adaptada en audio en formato de podcast.
El 10 de mayo de 2023, Lucio lanzó el sitio independiente Quadrinhopédia, una base de datos con información sobre artistas, guionistas, editores y demás personas ligadas al cómic brasileño. El desarrollo del proyecto duró cuatro años, con 850 entradas publicadas en su lanzamiento y una adición regular de nuevas biografías y la ampliación de las existentes.

### Podcast
En 2008, Lucio comenzó a participar como miembro fijo del podcast Papo de Gordo, del cual  fue cofundador. El programa quincenal sobre salud y comportamiento estuvo entre los podcasts brasileños más populares entre finales de la década de 2000 e inicios de la de 2010.
Además de participar en el podcast y ser editor del sitio del mismo nombre, donde escribía la columna humorística "Gordo de raiz" y era uno de los responsables de los textos periodísticos, Lucio también creó, en 2009, la webcomic As Aventuras do MorsaMan (Las Aventuras de MorsaMan) junto al dibujante Flavio Soares, también miembro del podcast. Las tiras traían historias del personaje MorsaMan, la "mascota" del sitio.
En 2011, Lucio también fue uno de los autores del libro Papo de Gordo: o blog que virou livro (Papo de Gordo: el blog que se convirtió en libro), publicado por la editorial Blogbooks (sello de Singular Digital, empresa del grupo Ediouro), que reunía una colección de artículos y noticias publicadas en el sitio, resultado de la victoria en la categoría "Universo Masculino" en la segunda edición del Premio Blogbooks.

### Historietas

#### 2009-2014: Guionista de cómics
Lucio debutó como guionista de historietas en 2009, con la webcomic As Aventuras do MorsaMan (Las Aventuras de MorsaMan), ilustrada por Flavio Soares. Las historias se publicaron regularmente hasta 2010 en el sitio Papo de Gordo y, en 2023, fueron reunidas en una colección impresa que también incluyó algunas historias inéditas.
En 2012, nuevamente en coautoría con Flavio, Lucio creó la serie infantil en cómics Meninos & Dragões (Chicos y Dragones), que ganó el 2.º Premio Abril de Personajes y fue publicada como revista regular por la Editora Abril al año siguiente.
Sin embargo, debido a la crisis que atravesaba la Editora Abril en la época, que resultó en varios cancelamientos, especialmente de publicaciones de cómics, la revista fue cancelada tras el primer número. Aun así, el cómic ganó em 2014 el Prêmio Angelo Agostini al mejor lanzamiento.
También en 2014, Lucio publicó cómics en antologías como Feitiço da Vila, con historietas inspiradas en las canciones de Noel Rosa (escribió dos historias, ilustradas respectivamente por Mario Cau y Lu Cafaggi), y Café Espacial n.º 13, con una historieta dibujada por Flavio Soares.

#### 2015-2021: Editor de cómics
A partir de 2015, Lucio pasó a actuar casi exclusivamente como editor de cómics en el sello Jupati Books (creado el año anterior), habiendo editado obras como Pétalas (de Gustavo Borges y Cris Peter, en 2015), Pieces: partes do todo (de Mario Cau, en 2016) y Olimpo Tropical (de André Diniz y Laudo Ferreira, en 2017), entre muchas otras.
También fue responsable por las ediciones brasileñas de novelas gráficas como The Sculptor (de Scott McCloud, en 2015), Ruins (de Peter Kuper, en 2016) y Barbarella: Les Colères du mange-minutes (de Jean-Claude Forest, en 2017, obra hasta entonces nunca publicada en Brasil).
Lucio solo volvió a escribir un guion de historieta en 2018, cuando él y Flavio relanzaron la serie Meninos e Dragões, ahora publicada en formato de álbumes con historias cerradas y con el diseño de personajes completamente reformulado. El primer volumen fue finalista del Troféu HQ Mix a la mejor publicación infantil al año siguiente.
Además de su actuación como editor, Lucio también fue jurado del Premio Jabuti en 2020, en la categoría "Historieta", junto a Germana Viana y Marcelo D'Salete. Los jurados fueron elegidos por el Consejo Curador del premio a partir de una consulta pública.

#### 2022-presente: Nuevos cómics autorales

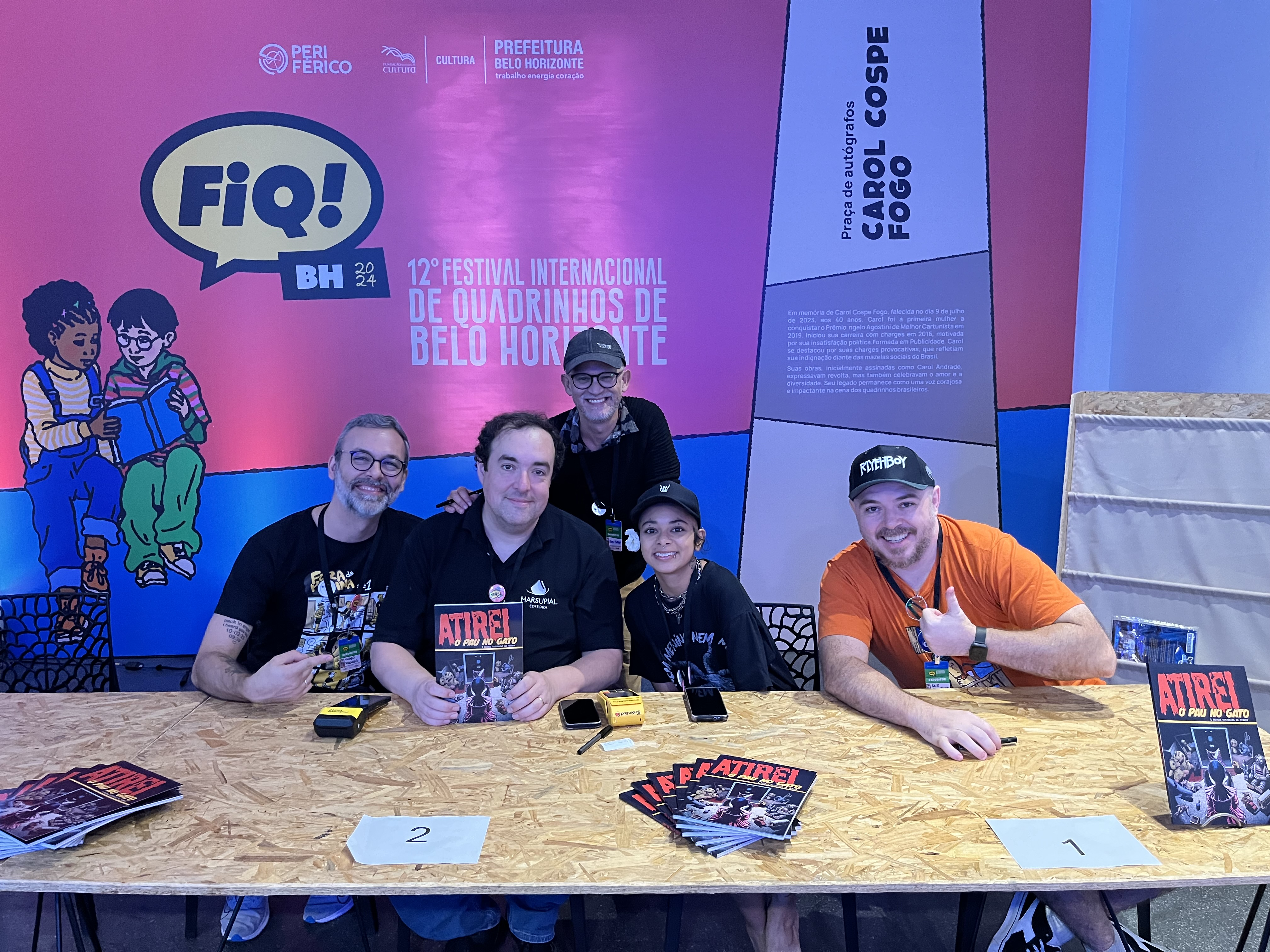
Firma de libros de Atirei o Pau no Gato e Outras Histórias de Terror durante el Festival Internacional de Quadrinhos de 2024. De izquierda a derecha: Thiago Krening, Lucio Luiz, Wagner Willian, Little Goat y Caio Oliveira.

En julio de 2022, Lucio publicó en la plataforma Webtoon la webcomic metalingüística 4th Wall Brawl, escrita por él y con dibujos de Flávio Luiz, entintado de Flavio Soares y colores de Will Rez y Marco Pelandra. Al año siguiente, lanzó su versión impresa en portugués, con el título Quebra-Quebra da Quarta Parede. La impresión del cómic fue continua, manteniendo el formato vertical del webtoon y midiendo 8 centímetros de ancho por 5 metros de alto.
En 2023 lanzó simultáneamente en portugués e inglés el álbum Atirei o Pau no Gato e Outras Histórias de Terror, con 15 historias escritas por él y cada una ilustrada por un dibujante diferente, entre ellos Laudo Ferreira, Mario Cau, Luiza Lemos y Wagner Willian, entre otros.
Las historias transformaban canciones infantiles clásicas (como Johny Johny Yes Papa y Canción de la araña, entre otras) en cuentos de terror. La versión en inglés, titulada The Wheels on the Bus and Other Horror Stories, fue finalista del premio estadounidense Ignatz Award en 2024.

## Obras publicadas

### Historieta
| Título                                               | Editorial     | Año  | ISBN/ISSN              | Observaciones | Ref    |
| ---------------------------------------------------- | ------------- | ---- | ---------------------- | --- | ------ |
| Meninos & Dragões nº 1                               | Abril Jovem   | 2013 | 789-3614-09362-8       | Dibujos de Flavio Soares | [ 42 ] |
| Café Espacial nº 13                                  | Independiente | 2014 | ISSN 2176-9869         | Colección / Autor de "Um último monólogo" (dibujos de Flavio Soares) | [ 48 ] |
| Feitiço da Vila: a poesia de Noel Rosa em quadrinhos | Jupati Books  | 2014 | ISBN 978-85-68156-07-0 | Colección / Organizador y autor de "Seja breve..." (dibujos de Mario Cau) y "Gago apaixonado" (dibujos de Lu Cafaggi)                                                                                                   | [ 68 ] |
| Meninos e Dragões volume 1: o grande caçador         | Jupati Books  | 2018 | ISBN 978-85-68156-53-7 | Dibujos de Flavio Soares y colores de Omar Viñole | [ 54 ] |
| As Aventuras do MorsaMan                             | Jupati Books  | 2023 | ISBN 978-85-68156-57-5 | Dibujos de Flavio Soares | [ 35 ] |
| Quebra-Quebra da Quarta Parede                       | Jupati Books  | 2023 | ISBN 978-85-68156-58-2 | Dibujos de Flávio Luiz, arte final de Flavio Soares y colores de Will Rez y Marco Pelandra | [ 59 ] |
| Atirei o Pau no Gato e Outras Histórias de Terror    | Jupati Books  | 2023 | ISBN 978-85-68156-59-9 | Dibujos de Ana Pepper, Caio Oliveira, Caio Zero, Carlos Gritti, Chairim, Flavio Soares, Isaque Sagara, Laudo Ferreira, Little Goat, Luiza Lemos, Mario Cau, Rodrigo Mazer, Samuel Bono, Thiago Krening e Wagner Willian | [ 63 ] |
| The Wheels on the Bus and Other Horror Stories       | Jupati Books  | 2023 | ISBN 978-85-68156-60-5 | Dibujos de Ana Pepper, Caio Oliveira, Caio Zero, Carlos Gritti, Chairim, Flavio Soares, Isaque Sagara, Laudo Ferreira, Little Goat, Luiza Lemos, Mario Cau, Rodrigo Mazer, Samuel Bono, Thiago Krening e Wagner Willian | [ 63 ] |

### Ficción
| Título                                    | Editorial         | Año  | ISBN                   | Observaciones                                                  | Ref    |
| ----------------------------------------- | ----------------- | ---- | ---------------------- | -------------------------------------------------------------- | ------ |
| Amor, Escatologia e Etcetera              | Independiente     | 2002 | ISBN 85-902653-1-5     | Poesía                                                         | [ 14 ] |
| Hyperfan: cinco anos de fanfic            | Hyperfan          | 2006 |                        | Colección de cuentos / Organizador y autor de "Super tia"      | [ 15 ] |
| Amor, Escatologia e Etcetera, 2da edición | Prestígio         | 2011 | ISBN 978-85-7748-085-2 | Poesía                                                         | [ 69 ] |
| Papo de Gordo: o blog que virou livro     | Blogbooks         | 2011 | ISBN 978-85-62962-34-9 | Colección de crónicas / Coorganizador y autor de varios textos | [ 38 ] |
| Palavras, Palabras                        | Marsupial Editora | 2015 | ISBN 978-85-66293-40-1 | Infantil (ilustraciones de Bianca Pinheiro)                    | [ 22 ] |
| A Mamãe Tamanduá                          | Marsupial Editora | 2015 | ISBN 978-85-66293-38-8 | Infantil (ilustraciones de PriWi)                              | [ 23 ] |

### No ficción
| Título                                                                         | Editorial         | Año  | ISBN                   | Observaciones                                                                                      | Ref    |
| ------------------------------------------------------------------------------ | ----------------- | ---- | ---------------------- | -------------------------------------------------------------------------------------------------- | ------ |
| Os Quadrinhos na Era Digital: HQtrônicas, webcomics e cultura participativa    | Marsupial Editora | 2013 | ISBN 978-85-66293-00-5 | Colección de artículos académicos / Organizador y autor                                            | [ 7 ]  |
| Reflexões Sobre o Podcast                                                      | Marsupial Editora | 2014 | ISBN 978-85-66293-06-7 | Colección de artículos / Organizador y autor                                                       | [ 26 ] |
| Professores Protagonistas: os quadrinhos em sala de aula na visão dos docentes | Marsupial Editora | 2021 | ISBN 978-65-86957-02-0 | | [ 10 ] |
| Do Lazer ao Fazer: as histórias em quadrinhos na escola                        | ASPAS             | 2022 | ISBN 978-65-87876-04-7 | Colección de artículos académicos / Autor de "Como assim nem todo professor gosta de quadrinhos?!" | [ 70 ] |

## Premios y nominaciones
| Año  | Premio                      | Categoría                           | Trabajo | Resultado | Ref    |
| ---- | --------------------------- | ----------------------------------- | --- | --------- | ------ |
| 2012 | Prêmio Abril de Personagens | Prêmio Abril de Personagens         | Meninos & Dragões                                                                                           | Ganador   | [ 42 ] |
| 2014 | Prêmio Angelo Agostini      | Mejor lanzamiento                   | Meninos & Dragões                                                                                           | Ganador   | [ 45 ] |
| 2014 | Troféu HQ Mix               | Mejor libro teórico                 | Os Quadrinhos na Era Digital                                                                                | Nominado  | [ 25 ] |
| 2019 | Troféu HQ Mix               | Mejor publicación infantil          | Meninos e Dragões volume 1                                                                                  | Nominado  | [ 56 ] |
| 2024 | Ignatz Awards               | Outstanding Anthology               | The Wheels on the Bus and Other Horror Stories                                                              | Nominado  | [ 67 ] |
| 2024 | Prêmio Aberst de Literatura | Mejor historieta de crimen o terror | Atirei o Pau no Gato e Outras Histórias de Terror                                                           | Nominado  | [ 71 ] |
| 2024 | Troféu HQ Mix               | Mejor adaptación a historieta       | Atirei o Pau no Gato e Outras Histórias de Terror                                                           | Nominado  | [ 72 ] |
| 2024 | Prêmio Angelo Agostini      | Mejor lanzamiento                   | Atirei o Pau no Gato e Outras Histórias de Terror                                                           | Nominado  | [ 73 ] |
| 2024 | Prêmio Angelo Agostini      | Mejor guionista                     | Atirei o Pau no Gato e Outras Histórias de Terror; Quebra-Quebra da Quarta Parede; As Aventuras do MorsaMan | Nominado  | [ 73 ] |